# Poieni-Suceava
Poieni-Suceava – wieś w Rumunii, w okręgu Suczawa, w gminie Udești. W 2011 roku liczyła 620 mieszkańców. 